# Pepsis heros
Pepsis heros is een wesp uit de familie der spinnendoders (Pompilidae).

## Kenmerken
Dit insect heeft een donkergekleurd lichaam. De vleugels zijn geelbruin, met een rookgrijze vleugelzoom en hebben een spanwijdte tot wel 10 centimeter. Op de achterste tibia bevinden zich lange sporen. De lichaamslengte van deze wesp is maximaal 8 centimeter.

## Leefwijze
Deze soort maakt jacht op vogelspinnen.

## Verspreiding
Deze soort komt voor in Midden-Amerikaanse gebied.